# Liste der Monuments historiques in Le Mesnil-Amelot
Die Liste der Monuments historiques in Le Mesnil-Amelot führt die Monuments historiques in der französischen Gemeinde Le Mesnil-Amelot auf.

## Liste der Bauwerke
| Bezeichnung      | Beschreibung                  | Standort            | Kennzeichnung | Schutzstatus | Datum | Bild           |
| ---------------- | ----------------------------- | ------------------- | ------------- | ------------ | ----- | -------------- |
| Kirche St-Martin | Erbaut ab dem 15. Jahrhundert | Rue de Claye (Lage) | PA00087103    | Classé       | 1911  | weitere Bilder |

## Liste der Objekte
Zum Verständnis siehe: Kirchenausstattung
- Monuments historiques (Objekte) in Le Mesnil-Amelot in der Base Palissy des französischen Kultusministeriums